# Tiantang (köpinghuvudort i Kina, Guizhou Sheng, lat 28,15, long 108,56)
Tiantang (kinesiska: 天堂, 天堂镇) är en köpinghuvudort i Kina. Den ligger i provinsen Guizhou, i den sydvästra delen av landet, omkring 250 kilometer nordost om provinshuvudstaden Guiyang. Antalet invånare är 16 700. Befolkningen består av 8 298 kvinnor och 8 402 män. Barn under 15 år utgör 28,0 %, vuxna 15-64 år 58 %, och äldre över 65 år 12,0 %.